# Wil (Sankt Gallen)
Wil is een gemeente en stad in het Zwitserse kanton Sankt Gallen en maakt deel uit van het district Wil. De gemeente telde in 2017 ca. 24.000 inwoners.
De oude binnenstad van Wil geldt als de best bewaard geblevene van Oost-Zwitserland.

## Geschiedenis
Op 1 januari 2013 werd de buurgemeente Bronschhofen opgeheven en werd de plaats opgenomen in de gemeente Wil.

## Gemeentewapen
Het wapen van de huidige gemeente is samengesteld uit de wapen van de stad Wil en de voormalige gemeente Bronschhofen.

Oud wapen van de stad Wil tot 2013
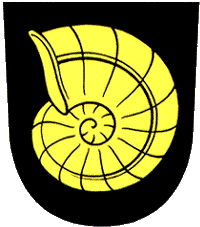
Wapen van Bronschhofen
Wapen van de stad

## Geboren
- Otmar Kunz (1530-1577), prins-abt van Sankt-Gallen
- Lina Beck-Meyenberger (1892-1988), onderwijzeres en feministe
- Kurt Felix (1941), televisiepresentator
- Urs Bamert (1959), voetballer
- Alex Zülle (1968), wielrenner
- Moreno Costanzo (1988), voetballer

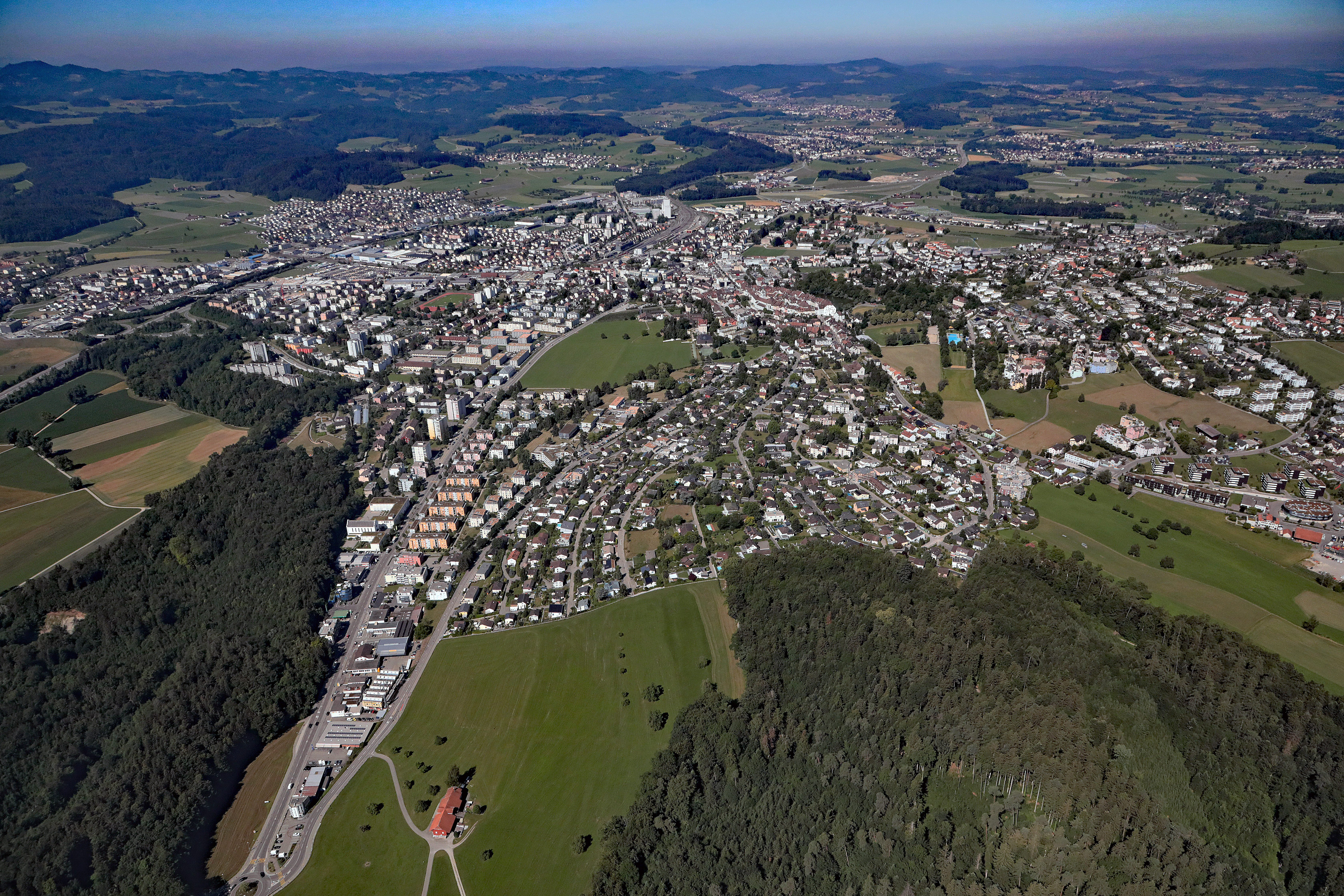
Luchtfoto van de stad Wil

- Fabian Schär (1991), voetballer
- Stefan Küng (1993), wielrenner